# Fontanier de Vassal
Fortanerius Vassalli (nascido c. 1295 — falecido em 16 de outubro de 1361, em Pavia, Itália) foi um franciscano italiano que se tornou ministro-geral da Ordem dos Frades Menores e cardeal da Igreja Católica algumas semanas antes de morrer a caminho de Avinhão.

## Biografia
Em 1334, recebeu o titulo de mestre em teologia pelo Papa João XXII após ter estudado no Studium generale de Lyon.
Foi professor de teologia na Universidade de Avinhão e nomeado em 1336 membro de uma comissão criado pelo Papa Bento XII para estudar os novos estatutos da Ordem dos Frades Menores.
Em 12 de dezembro de 1342, Vassali foi eleito vigário-geral da ordem e, posteriormente, em 11 de junho de 1343, foi eleito ministro-geral, tendo sido recomendado para o cargo pelo Papa Clemente VI.
Em outubro de 1343, ele iria a Bizâncio como legado papal com o objetivo de, diante do imperador João V Paleólogo, promover a união das Igrejas Oriental e Ocidental; Por razões desconhecidas, a missão não ocorreu.

## Episcopado
Em 24 de outubro de 1347, foi eleito arcebispo de Ravena. Em 20 de maio de 1351, foi nomeado Patriarca de Grado.
Foi nomeado legado papal no norte da Itália em 24 de outubro de 1351, com a missão de promover o tratado de paz entre Veneza e Gênova no contexto das Guerras veneziano-genovesas, o que cumpriu com sucesso.
Em 21 de novembro de 1354, o papa concedeu-lhe a faculdade de coroar o rei Carlo IV da Lombardia com a Coroa de Ferro, após a recusa do arcebispo de Milão. Nomeado núncio em Veneza em 10 de agosto de 1355.

## Cardinalato
Foi criado cardeal-presbítero no consistório de 17 de setembro de 1361 pelo Papa Inocêncio VI. No entanto, ele morreu antes de receber o barrete e o título cardinalício. Ele escreveu inúmeras obras; entre eles, um comentário à "Cidade de Deus" de Santo Agostinho.

## Morte
Fontanier de Vassal morreu em 16 de outubro de 1361, vítima da peste, enquanto retornava a Avinhão. Foi enterrado na igreja franciscana de Santo Antônio de Pádua. Por ter feito seu testamento em favor de sua família sem a necessária autorização da Santa Sé, o Papa Urbano V, por carta de 2 de março de 1366, entregou seus bens à Câmara Apostólica.